# Bán Kinga
Bán Kinga Esther (Kampen, 1981. július 27. – Houten, 2019. május 6.) Hollandiában élő, magyar-holland keresztény énekesnő volt. Főként a Sela együttesben volt sokéves zenei munkássága révén lett ismert. Miután 2017-ben kilépett ebből a zenei formációból, több szólóalbumot is készített.

## Korai évek, tanulmányok
Bán szülei, Bán József és Bán Giti, 1977-ben emigráltak Magyarországról Hollandiába, ahol IJsselmuidenben telepedtek le. 1978-ban és 1979-ben született meg Dóra és Bianca leányuk, majd 1981-ben Kinga.
Bán tizenkét éves kora óta énekelt. 2005-ben cum laude minősítéssel diplomázott az Conservatorium van Utrechtben.

## Életút
2000 és 2015 között kórustagként és szólistaként rendszeresen közreműködött az évente, pünkösdönként megrendezett, közel 100 ezres közönséget vonzó, felekezetközi Pinksterconferenties rendezvényein, melyek a maguk nemében a legnagyobb ilyen jellegű országos találkozók Hollandiában.  Bán sikeres előadója volt a fesztiválhoz kapcsolódó, zenei világukkal elsősorban a fiatalokat megszólító énekeknek, az opwekkingsliedeknek: CD-ket készítettek vele, állandó résztvevőjévé vált a kiterjedt hollandiai országos keresztyén médiának, szerepelt a különböző rádióadókon, televíziókban, rendszeresen adott koncerteket.
2001 és 2004 között André Bijleveld karnagy Gospel Boulevard nevű gospelkórusában énekelt. A Psalmen voor Nu, az új holland zsoltároskönyv több dalát is Bán tolmácsolta. Végül a Sela zenekar énekeseként tett szert igazán széleskörű ismertségre, melynek 2008-ban lett az énekese. Előadóművészi tevékenysége mellett énekoktató volt, valamint workshopokat is tartott.

## Betegség és zenei kiteljesedés
2011-ben rákot diagnosztizáltak nála. 2012 decemberében kiderült, hogy áttétek vannak a csontokban. E hír ellenére úgy döntött, hogy folytatja énekesi tevékenységét. A jelentkező súlyos hátfájás után hormonkezeléseket kapott, hogy meggátolják a rákos sejtek növekedését. Bán sok erőt merített az Istennel való kapcsolatából.
2016 áprilisában jelent meg első szólóalbuma Uit Liefde (Out of Love) címmel. Az album saját szerzeményeket és feldolgozásokat egyaránt tartalmaz, magyar dalfeldolgozás is szerepel rajta (Ha én rózsa volnék - Als ik een roos zou zijn).
2016 júniusában két koncertet adott az album megjelenéséhez kapcsolódva. A hangversenyeken felvételek is készültek, az ezekből összeállított film 2017 februárjában mind CD-n, mind DVD-n megjelent.
2017-ben ismét megműtötték, 2018 márciusában úgy döntött, hogy kilép a Selából. 2018 márciusában jelent meg második szólóalbuma Vandaag (Today) címmel, majd koncertkörút következett  Wat Fluistert Vandaag? (What Whispers Today?) címmel.
Bán Kinga 2019. május 6-án hunyt el otthonában, szerettei körében.  A halálát követő napon jelent meg a Wij. Samen! című lemez, melynek hanganyagát nem sokkal halála előtt sikerült még rögzítenie gyermekeivel.
2020. február 14-én jelent meg még egy posztumusz albuma Geboren (Born Again) címmel, melynek központi témája az újjászületés.

## Magánélet
2005 óta volt házas, három gyermek édesanyja.

## Diszkográfia
Bán Kinga diszkográfiája
- 2020 február: Geboren
- 2019: Wij. Samen! (gyermekeivel)
- 2019 január: U weet het toch?
- 2018 március: Vandaag
- 2017 február: Live uit liefde
- 2016 április: Uit liefde

## Bibliográfia
Johan Bakker Kinga Bán - Een Leven Uitgeverij Ark Media – Heerenveen, 2022
ISBN paperback 978-90-33802-81-2 
ISBN e-book 978-90-33802-84-3
NUR 661
c-NUR 000 

## Külső link
Hivatalos honlap

## Fordítás
Ez a szócikk részben vagy egészben  a   Kinga Bán című holland Wikipédia-szócikk ezen változatának fordításán alapul.  Az eredeti cikk szerkesztőit annak laptörténete sorolja fel. Ez a jelzés csupán a megfogalmazás eredetét és a szerzői jogokat jelzi, nem szolgál a cikkben szereplő információk forrásmegjelöléseként.